# Toomas Vint
Toomas Vint (ur. 5 marca 1944) – estoński pisarz i malarz.
Jest synem estońskiego ekonomisty Endela Vinta (1907-1983). W latach 1962–1966 studiował biologię na Uniwersytecie w Tartu. Samodzielnie prowadził również studia plastyczne. Pracował w estońskiej telewizji.
W twórczości malarskiej podejmował tematykę metafizyczną w surrealistycznej, postmodernistycznej formie. Jego twórczość literacka jest zróżnicowana formalnie: pisał wiersze, opowiadania, nowele i powieści. Powracającym motywem utworów Vinta jest samotność człowieka we współczesnym świecie. Zadebiutował w 1968 r. na łamach prasy.
Vint jest laureatem wielu nagród literackich. Trzykrotnie został wyróżniony nagrodą im. Friedeberta Tuglasa: w 1979 r. za opowiadanie Arthur Valdese lugu (opublikowane na łamach czasopisma Looming), w 1984 za opowiadanie See nii ootamatu ja ebamugav surm (z tomu opowiadań Tantsud Mozarti saatel) oraz w 2012 r. za opowiadanie Pettekujutelmade linnuparv (z tomu Kunstniku elu). W 1998 r. został uhonorowany estońską nagrodą literacką. Od 1973 r. należy do Związku Artystów Estońskich (est. Eesti Kunstnike Liit) a od 1977 r. do Związku Pisarzy Estońskich (est. Eesti Kirjanike Liit).
Żonaty z malarką i graficzką Aili Vint (ur. 1941). Jest bratem grafików i malarzy Tõnisa Vinta (ur. 1942) i Maary Vint (ur. 1955).
W przekładzie na język polski ukazało się opowiadanie Kradzież łabędzia, zamieszczone w tomie Kochanka diabła. Opowiadania estońskie, opracowanym i przełożonym przez Aarne Puu, Warszawa 1984.

## Dzieła
- 1968 – Suitsupilvides unistus (tom wierszy)
- 1974 – Kahel pool hekiga palistatud teed (opowiadania)
- 1975 – Ringmäng (opowiadanie)
- 1977 – Perekondlikud mängud (nowele)
- 1979 – Pööre & veeremäng (opowiadania i nowele)
- 1980 – Väikelinna romaan (powieść)
- 1983 – Tantsud Mozarti saatel (opowiadania)
- 1985 – Suur isane kala akvaariumis (powieść)
- 1988 – Kahekesi (opowiadania)
- 1990 – Kojamehe naine (powieść)
- 1995 – Lõppematu maastik (powieść)
- 1998 – Naisepiinaja õnnenatukene (opowiadania)
- 1998 – Kunstniku romaan (powieść)
- 1999 – Nädalavahetusel. Mängides. (powieść)
- 2000 – Elamise sulnis õudus (opowiadania i wspomnienia)
- 2001 – Kaine kuu ja purjus päike
- 2002 – Himm
- 2003 – Minu abielu prostituudiga (powieść)
- 2004 – Õnneliku lõpuga lood (nowele)
- 2007 – Mäluauguga naine (opowiadania)